# Spanisches Alphabet
Das Alphabet (span. alfabeto oder abecedario), mit dem die spanische Sprache (span. español oder castellano) geschrieben wird, besteht aus 27 Buchstaben. Außer den 26 Buchstaben des lateinischen Alphabets enthält es den Buchstaben ñ (n mit Tilde), der zwischen n und o eingeordnet wird.
Daneben existieren fünf Digraphen und weitere Sonderzeichen, die nicht Bestandteil des Alphabets sind.

## Alphabet

### Heutige Definition
Das spanische Alphabet besteht nach der aktuellen Definition der Real Academia Española aus 27 Buchstaben:
| Buchstabe | Name         | Aussprache des Namens (spanische Standardvarietät) |
| --------- | ------------ | -------------------------------------------------- |
| a, A      | a            | [⁠a⁠]                                                |
| b, B      | b            | [be]                                               |
| c, C      | ce           | [θe]                                               |
| d, D      | de           | [de]                                               |
| e, E      | e            | [⁠e⁠]                                                |
| f, F      | efe          | ['efe]                                             |
| g, G      | g            | [xe]                                               |
| h, H      | hache        | ['aʧe]                                             |
| i, I      | i            | [⁠i⁠]                                                |
| j, J      | jota         | ['xota]                                            |
| k, K      | ka           | [ka]                                               |
| l, L      | ele          | ['ele]                                             |
| m, M      | eme          | ['eme]                                             |
| n, N      | ene          | ['ene]                                             |
| ñ, Ñ      | eñe          | ['eɲe]                                             |
| o, O      | o            | [⁠o⁠]                                                |
| p, P      | pe           | [pe]                                               |
| q, Q      | cu           | [ku]                                               |
| r, R      | erre         | ['ere]                                             |
| s, S      | ese          | ['ese]                                             |
| t, T      | te           | [te]                                               |
| u, U      | u            | [⁠u⁠]                                                |
| v, V      | uve          | ['uβe]                                             |
| w, W      | uve doble    | ['uβe 'ðoβle]                                      |
| x, X      | equis        | ['ekis]                                            |
| y, Y      | ye, i griega | [je] oder [ʝe], [i'ɣɾjeɣa]                         |
| z, Z      | zeta         | ['θeta]                                            |

### Frühere Definitionen

Die Spielsteine beim spanischen Scrabble: mit CH, LL, Ñ und RR, während K und W fehlen

Früher wurden auch ch und ll als Buchstaben bewertet und zum Alphabet gezählt, das folglich 29 Buchstaben enthielt. Dies galt seit der Veröffentlichung der 2. Auflage der Ortografía de la Lengua Castellana im Jahr 1754. Von 1803 (4. Auflage des Diccionario de la lengua española) bis 1994 wurden ch und ll wie folgt einsortiert:
- Der Buchstabe ch (Name che, Aussprache [ʧe]) wurde zwischen c und d eingeordnet, z. B. stand chico nach cubo.
- Der Buchstabe ll (Name elle, Aussprache ['eʎe])  wurde zwischen l und m eingeordnet, z. B. stand llama nach lobo.

Beim 10. Kongress der Asociación de Academias de la Lengua Española, der 1994 in Madrid stattfand, wurde die bis heute gültige alphabetische Sortierung eingeführt:
- Wörter mit ch werden wie andere Wörter mit c eingeordnet, z. B. steht chico vor cubo.
- Wörter mit ll werden wie andere Wörter mit l eingeordnet, z. B. steht llama vor lobo.

Diese Neuerung entsprach einer Annäherung an die Handhabung anderer lateinischer Alphabete. Vorerst galten ch und ll aber weiterhin als Buchstaben und als Bestandteile des Alphabets. Erst im Jahr 2010 wurden sie offiziell aus dem Alphabet ausgeschlossen.
Teilweise wurde rr (Name erre doble, „Doppel-r“) ebenfalls als Bestandteil des Alphabets behandelt und dort nach r eingeordnet. Die Real Academia Española hat das Doppel-r jedoch nie als Buchstabe oder Bestandteil des Alphabets anerkannt.
In der spanischen Scrabble-Ausgabe gibt es nicht nur den Spielstein Ñ, sondern auch die Spielsteine CH, LL und RR. Andererseits gibt es keine Spielsteine für die selten gebrauchten Einzelbuchstaben K und W.

### Hinweise zu einzelnen Buchstaben
b und v
Die Buchstaben b und v werden am Anfang von Wörtern gleich als [b] und in anderen Positionen als [β] ausgesprochen.
k und w
Die Buchstaben k und w kommen im Spanischen selten und praktisch nur in Fremdwörtern vor, z. B. kamikaze, kermés (deutsch: Kirmes), kilómetro, kiwi.
Gelegentlich wird das k zur bewussten Falschschreibung eingesetzt. So wird z. B. in der Hausbesetzer-Szene für „besetztes Haus“ statt casa ocupa häufig kasa okupa geschrieben.

## Digraphen
In der spanischen Rechtschreibung gibt es fünf Digraphen: ch, ll, rr sowie gu und qu. Früher galten ch und ll als Bestandteil des Alphabets. Die beiden Digraphen gu und qu sind stellungsbedingte Schreibweisen für die Laute [g] und [k].
Die Bewertung des Doppel-r als Digraph (oder die Neigung, das Doppel-r sogar als eigenständigen Buchstaben aufzufassen) liegt daran, dass es immer stark gerollt ausgesprochen wird, während das einfache r oft nur mit einem einfachen Zungenschlag gesprochen wird. Die differenzierte Schreibung und Aussprache kann bedeutungsändernd sein (z. B. pera = „Birne“, perra = „Hündin“). Allerdings kann auch das einfache r stellungsabhängig stark gerollt ausgesprochen werden, zum Beispiel am Wortanfang.
Außer den Digraphen ll und rr kommen in der spanischen Rechtschreibung nur cc und nn als verdoppelte Konsonanten vor. In anderen Sprachen vorkommende Doppelkonsonanten, wie z. B. ss in interessant oder tt in Attentat, erscheinen im Spanischen regelmäßig als Einzelkonsonanten: interesante, atentado.
Ebenso kommen Vokale nur in Ausnahmefällen zweimal hintereinander vor, wie z. B. im Verb creer (Stamm cre- + Infinitivendung -er). Da das Spanische nicht zwischen langen und kurzen Vokalen unterscheidet, werden, anders als im Deutschen, keinerlei Dehnungs- oder Verkürzungszeichen benötigt.

## Weitere Sonderzeichen

### Akut
Die Akutzeichen werden zur Bezeichnung der Betonung eingesetzt (siehe Wortbetonung in der spanischen Sprache).
Wenn in einem Wort kein Vokal einen Akzent trägt, wird im Spanischen bei Wörtern, die auf einen Vokal, auf n oder auf s enden, immer die vorletzte Silbe betont, bei Wörtern, die auf einen anderen Konsonanten enden, hingegen die letzte. Die Vokale i und u bilden Diphthonge, wenn sie mit anderen Vokalen zusammentreffen; diese Verbindungen zählen dann als nur eine Silbe.
Beispiele (der fett markierte Vokal ist jeweils betont): bueno, España, español, Madrid, Asturias.
Sofern bei einem Wort abweichend von diesen Regeln eine andere Silbe betont wird, muss der betonte Vokal mit einem Akut versehen werden.
Beispiele: situación, kilómetro, Perú
Wenn eine Folge aus einem der „schwachen“ Vokale (i, u) und einem der „starken“ Vokale (a, e, o) nicht als Diphthong ausgesprochen wird, sondern der „schwache“ Vokal in einer eigenen betonten Silbe liegt, wird dieser mit einem Akut versehen. 
Beispiele: María, Andalucía, país, Raúl; hingegen: Valencia
Außerdem tragen Fragewörter stets den Akut:
- ¿qué? = was?
- ¿quién? = wer?
- ¿dónde? = wo?

Einige kurze Wörter werden durch den Akut unterschieden:
- sí = ja, si = falls
- sé = ich weiß, se = (Pronomen)

Daneben gibt es Sonderfälle:
Das spanische Wort für „oder“ ist „o“. Um „2 oder 3“ nicht mit der Zahl 203 zu verwechseln,
wurde vor 2010 „2 ó 3“ geschrieben. (Hingegen: „7 u 8“, da „oder“ vor einem mit o- bzw. ho- beginnenden Wort (hier: ocho) im Spanischen zu „u“ wird).
In jedem Wort kann maximal ein Vokal einen Akzent tragen.

### Trema
In den Buchstabenkombinationen gue, gui, que und qui wird das u nicht ausgesprochen. Um in einzelnen Wörtern die Aussprache trotzdem zu erzwingen (Diärese), wird das u mit einem Trema, also zwei Punkten, versehen: ü. Dies ist nicht mit dem deutschen Umlaut ü zu verwechseln.
Beispiel: el pingüino

### ¿ und ¡
Fragesätze und -satzteile werden mit „¿“ und „?“ eingeschlossen, Ausrufesätze und -satzteile mit „¡“ und „!“:
El español es muy fácil, ¿verdad? – ¡Por supuesto!
(„Spanisch ist ganz leicht, stimmt’s? – Absolut!“)